# Yu Xu

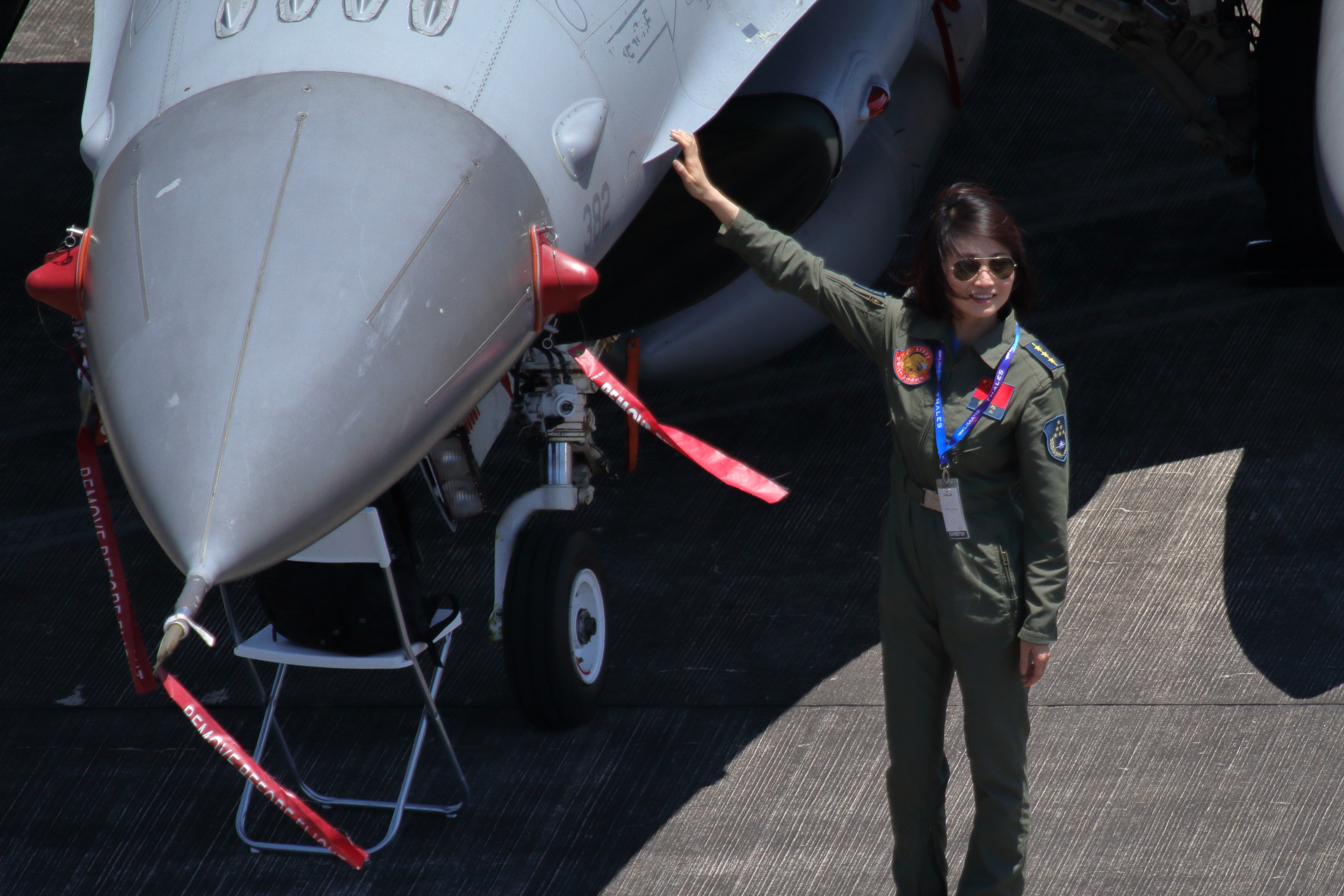
Yu Xu mit einer F-16C am Flughafen Langkawi zum Langkawi International Maritime and Aerospace Exhibition (LIMA), Malaysia (2015)

Yu Xu (chinesisch 余旭; * 1986; † 12. November 2016 in der Provinz Hebei) war eine chinesische Kampfpilotin der Luftstreitkräfte der Volksrepublik China (People’s Liberation Army Air Force, PLAAF). Sie gilt als erste Frau, die das in China entwickelte Mehrzweckkampfflugzeug Chengdu J-10 flog und gehörte zuletzt zur Kunstflugstaffel „Bayi“ der PLAAF.

## Leben und Ausbildung
Yu Xu stammte aus der chinesischen Provinz Sichuan. Sie gehörte zur ersten Generation von Kampfflugzeugpilotinnen der PLAAF, die 2009 in den aktiven Dienst übernommen wurde und bei der Militärparade zum 60. Nationalfeiertag in Peking auftrat.

## Militärkarriere
Am 29. Juli 2012 wurde Yu Xu als erste Pilotin verzeichnet, welche die chinesische J-10 flog. Im November 2014 traten vier Pilotinnen – darunter Yu Xu – erstmals mit J-10-Maschinen als Teil der Kunstflugstaffel 1. August auf der Luft- und Raumfahrtmesse in Zhuhai auf. Im März 2015 nahm sie mit dem Team an der internationalen Luft- und Seeschau in Langkawi (Malaysia) teil – dem ersten Auslandsauftritt der Staffel.

## Tod
Yu Xu kam am 12. November 2016 bei einem Trainingsflug mit einer J-10 in der Provinz Hebei ums Leben. Der Vorfall wurde von der PLAAF bestätigt; nach offiziellen Angaben wurde eine Untersuchung eingeleitet. Chinesische und internationale Medien berichteten breit über den Unfall und die Anteilnahme in sozialen Netzwerken.

## Nachwirkung
Nach ihrem Tod fanden offizielle Gedenkveranstaltungen statt; die „Bayi“-Staffel, Militärangehörige und die Öffentlichkeit erwiesen ihr die letzte Ehre. In chinesischen Leitmedien wurde Yu Xu als Vorbild für Frauen in technisch-militärischen Berufen gewürdigt.